# 小長頜鮃
小長頜鮃為輻鰭魚綱鰈形目鰈亞目鮃科的其中一種，為深海魚類，分布於西太平洋九州琉球海脊，棲息深度320-375公尺，體長可達27.4公分，棲息在底層水域，生活習性不明。

## 扩展阅读
維基物種上的相關：小長頜鮃